# Earl Watson
Earl Joseph Watson Jr. (Kansas City, Kansas, 12 de junio de 1979) es un exjugador de baloncesto estadounidense, de ascendencia mexicana, que jugó durante trece temporadas en la NBA. Actualmente ejerce como entrenador asistente de los Toronto Raptors.

## Carrera

### Universidad
Earl Watson acudió al Washington High School en Kansas City para después matricularse en 1997 en UCLA, donde compartió sus dos primeras temporadas con Baron Davis. Earl jugó en los Bruins desde la temporada 1997-98 hasta la 2000-01.
Como freshman promedió 5.8 puntos, 3.7 rebotes y 3.2 asistencias, en su segunda temporada mejoró notablemenbte sus números con 13.3 puntos, 3.7 rebotes y 4.6 asistencias. En la 1999-00, como junior, se mantuvo en sus cifras con 11.4 puntos, 3.9 rebotes y 5.9 asistencias. Su última temporada fue la mejor en la NCAA, promedió 14.7 puntos, 3.7 rebotes, 5.2 asistencias y 1.9 robos. 
Watson consiguió el récord de partidos como titular en la universidad, con 129, sobrepasando la anterior marca de 127 de Don MacLean (1989-92). Todos los partidos que disputó con UCLA los jugó de titular. Acabó 1º en la clasificación histórica de robos con 235, y fue el 2º jugador en la historia de UCLA en alcanzar las 600 asistencias y los 200 robos. El primero en conseguirlo fue Tyus Edney.
Fue nombrado All-Pac-10 y fue incluido en el Mejor Quinteto All-District 15 por la NABC. Su mejor partido lo firmó ante North Carolina con 30 puntos.

### NBA
Watson fue elegido por Seattle SuperSonics en el puesto 39 de 2ª ronda del draft de 2001. En los Sonics no contó con demasiadas oportunidades, y tras promediar 3.6 puntos y 2 asistencias firmó con Memphis Grizzlies como agente libre. Con Hubie Brown sacó buen provecho de sus cualidades. En la temporada 2002-03 promedió 5.5 puntos, 2.1 rebotes y 2.8 asistencias. Mejoraría en los dos años posteriores como suplente de Jason Williams, donde se marcó 5.7 puntos, 2.2 rebotes, 5 asistencias y 7.7 puntos, 2.1 rebotes y 4.5 asistencias, respectivamente. Además jugó playoffs en sendas temporadas.
El 7 de septiembre de 2005, Watson firmó con Denver Nuggets un contrato de 5 temporadas. En Denver solo duró media temporada y fue traspasado a la franquicia que le vio debutar, Seattle Supersonics, en una operación a cuatro bandas. Disputó 24 partidos con Seattle en los que promedió unos magníficos 11.5 puntos, 3 rebotes y 5.4 asistencias.
En la temporada 2005-06 promedió 9.4 puntos, 2.4 rebotes y 5.7 asistencias. Tras ser cortado por Oklahoma City Thunder el 17 de julio de 2009, a finales de mes firmó con Indiana Pacers.
En septiembre de 2010, firmó un contrato con los Utah Jazz.
El 10 de julio de 2013, firmó un contrato con los Portland Trail Blazers.

### Como entrenador
El 2 de octubre de 2014, Watson fue contratado como entrenador asistente de los Austin Spurs de la Liga de desarrollo de la NBA, finalizando con su trayectoria de 13 temporadas como jugador.
Tras acabar la temporada 2015-16 como entrenador interino de los Phoenix Suns, fue confirmado en el cargo.

## Estadísticas de su carrera en la NBA

### Temporada regular
| Año     | Equipo        | PJ  | PT  | MPP  | %TC  | %3P  | %TL   | RPP | APP | ROB | TPP | PPP  |
| ------- | ------------- | --- | --- | ---- | ---- | ---- | ----- | --- | --- | --- | --- | ---- |
| 2001–02 | Seattle       | 64  | 0   | 15.1 | .453 | .364 | .639  | 1.3 | 2.0 | .9  | .1  | 3.6  |
| 2002–03 | Memphis       | 79  | 2   | 17.3 | .435 | .341 | .721  | 2.1 | 2.8 | 1.1 | .2  | 5.5  |
| 2003–04 | Memphis       | 81  | 14  | 20.6 | .371 | .245 | .652  | 2.2 | 5.0 | 1.1 | .2  | 5.7  |
| 2004–05 | Memphis       | 80  | 14  | 22.6 | .426 | .319 | .659  | 2.1 | 4.5 | 1.0 | .2  | 7.7  |
| 2005–06 | Denver        | 46  | 10  | 21.2 | .429 | .395 | .627  | 1.9 | 3.5 | .8  | .2  | 7.5  |
| 2005–06 | Seattle       | 24  | 0   | 25.1 | .432 | .420 | .731  | 3.0 | 5.4 | 1.3 | .1  | 11.5 |
| 2006–07 | Seattle       | 77  | 25  | 27.9 | .383 | .329 | .735  | 2.4 | 5.7 | 1.3 | .3  | 9.4  |
| 2007–08 | Seattle       | 78  | 73  | 29.1 | .454 | .371 | .766  | 2.9 | 6.8 | .9  | .1  | 10.7 |
| 2008–09 | Oklahoma City | 68  | 18  | 26.1 | .384 | .235 | .755  | 2.7 | 5.8 | .7  | .2  | 6.6  |
| 2009–10 | Indiana       | 79  | 52  | 29.4 | .426 | .288 | .710  | 3.0 | 5.1 | 1.3 | .2  | 7.8  |
| 2010–11 | Utah          | 80  | 13  | 19.6 | .410 | .336 | .671  | 2.3 | 3.5 | .8  | .2  | 4.3  |
| 2011–12 | Utah          | 50  | 2   | 20.7 | .338 | .192 | .674  | 2.4 | 4.3 | 1.1 | .4  | 3.0  |
| 2012–13 | Utah          | 48  | 4   | 17.3 | .308 | .179 | .680  | 1.8 | 4.0 | .8  | .2  | 2.0  |
| 2013–14 | Portland      | 24  | 0   | 6.7  | .273 | .286 | 1.000 | .6  | 1.2 | .2  | .0  | 0.5  |
| Total   | Total         | 878 | 227 | 22.2 | .411 | .324 | .703  | 2.3 | 4.4 | 1.0 | .2  | 6.4  |

#### Playoffs
| Año   | Equipo   | PJ | PT | MPP  | %TC  | %3P  | %TL   | RPP | APP | ROB | TPP | PPP |
| ----- | -------- | -- | -- | ---- | ---- | ---- | ----- | --- | --- | --- | --- | --- |
| 2004  | Memphis  | 4  | 0  | 15.5 | .533 | .000 | 1.000 | 2.3 | 1.8 | 1.2 | .0  | 4.8 |
| 2005  | Memphis  | 4  | 0  | 18.5 | .333 | .111 | 1.000 | 2.5 | 3.8 | .8  | .2  | 4.8 |
| 2014  | Portland | 4  | 0  | 3.5  | .000 | .000 | .000  | .3  | .3  | .0  | .0  | 0.0 |
| Total | Total    | 12 | 0  | 12.5 | .400 | .077 | 1.000 | 1.7 | 1.9 | .7  | .1  | 3.2 |